# Saint-Sulpice-les-Champs
 Saint-Sulpice-les-Champs  là một xã thuộc tỉnh Creuse trong vùng Nouvelle-Aquitaine miền trung nước Pháp.